# PRIX index
O índice PRIX é um indicador financeiro para os mercados internacionais de petróleo. O índice prevê e resume os riscos políticos em todo o mundo que podem de alguma maneira afectar o fornecimento de petróleo para os mercados internacionais. Baseia-se na mesma metodologia do Índice Purchasing Managers' Index. Cerca de 250 analistas de vários países fornecem dados, que são posteriormente utilizados para calcular um valor de índice para cada um dos 20 maiores países exportadores de petróleo do mundo. Cada um desses valores por país é posteriormente comparado com as exportações do respectivos países, a fim de calcular uma ponderação, o número de índice PRIX único e global que resume o risco político para os mercados internacionais de petróleo durante os próximos três meses.
As variações nas exportações de petróleo são um componente importante na criação de preços globais de petróleo. Assim, as previsão do índice PRIX pode ajudar a identificar trajectórias potenciais do preço internacional do petróleo. No entanto, outros factores para além dos riscos políticos influenciam o equilíbrio global entre oferta e procura de petróleo e, portanto, contribuem para a fixação do preço do petróleo. O índice, portanto, não prevê o preço do petróleo em si, uma vez que não cobre os desenvolvimentos económicos e tecnológicos, mas pode funcionar como um componente na previsão dos preços do petróleo.
Analistas de vários países são questionados se desenvolvimentos políticos durante os três meses seguintes são susceptíveis de levar à redução, à conservação, ou ao aumento das exportações de petróleo de um determinado país. A seguinte fórmula de índice de difusão é usada para processar as suas respostas: INDEX = (P1 * 1) + (P2 * 0.5) + (P3 * 0), em que: P1 = número percentual de analistas que previram desenvolvimentos políticos que levem ao aumento das exportações; P2 = número percentual de analistas que previram desenvolvimentos políticos que conduzem à conservação das exportações de petróleo; P3 = número percentual de analistas que previram desenvolvimentos políticos que conduzem à redução das exportações.
Um número de índice de 50 significa que as exportações de petróleo não são susceptíveis de sofrer qualquer alteração. Um número acima de 50 indica que os desenvolvimentos políticos podem conduzir a níveis de exportações de petróleo mais elevados, enquanto um valor abaixo de 50 indica menos volume de exportações. Quanto mais longe o número de índice estiver de 50, maior é a mudança esperada nas exportações, e maior a probabilidade de um impacto sobre o preço do petróleo. A faixa total teórica de valores de índice é de 0-100. No entanto, na prática, o valor de índice global oscilará normalmente por volta dos 50 e permanecerá na faixa de 40-60.
Cada analista reporta sobre um dos 20 países, e necessita ter necessariamente um conhecimento muito aprofundado sobre esse país. Os analistas de países provêm de uma variedade de formações e experiências profissionais, mas estão normalmente baseados no país sobre o qual reportam. Em alguns casos, são usados analistas de fora do país em questão, e nesse caso eles devem, falar a língua local, visitar o país com frequência e acompanhar de perto a sua situação política. 
O índice foi publicado pela primeira vez em Janeiro de 2015. É actualizado trimestralmente e disponibilizado gratuitamente ao público através do website do índice e via ‘Twitter feed’. O índice é independente e não pertence a nenhuma instituição, empresa ou governos.